# سويير (جزر البليار)
بلدية سويير (بالإسبانية: Sóller) هي بلدية تقع في منطقة جزر البليار شرق إسبانيا.

## الديموغرافيا
بلغ عدد سكان بلدية سويير 14.148 نسمة عام 2011 (وفقاً للمعهد الوطني للإحصاء الإسباني).
| 10.515 | 11.464 | 12.118 | 12.521 | 13.194 | 13.942 | 14.148 |

## معرض صور

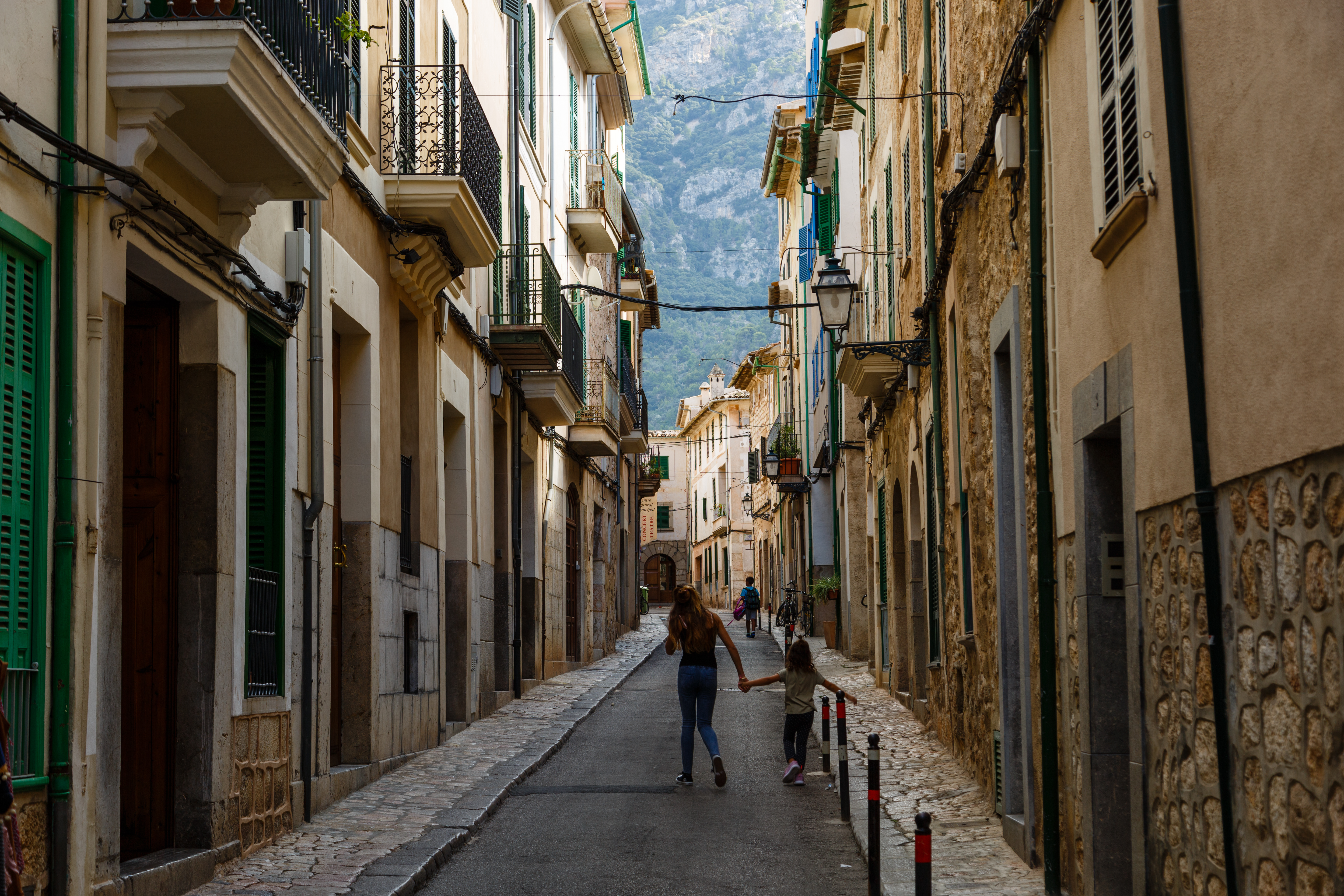
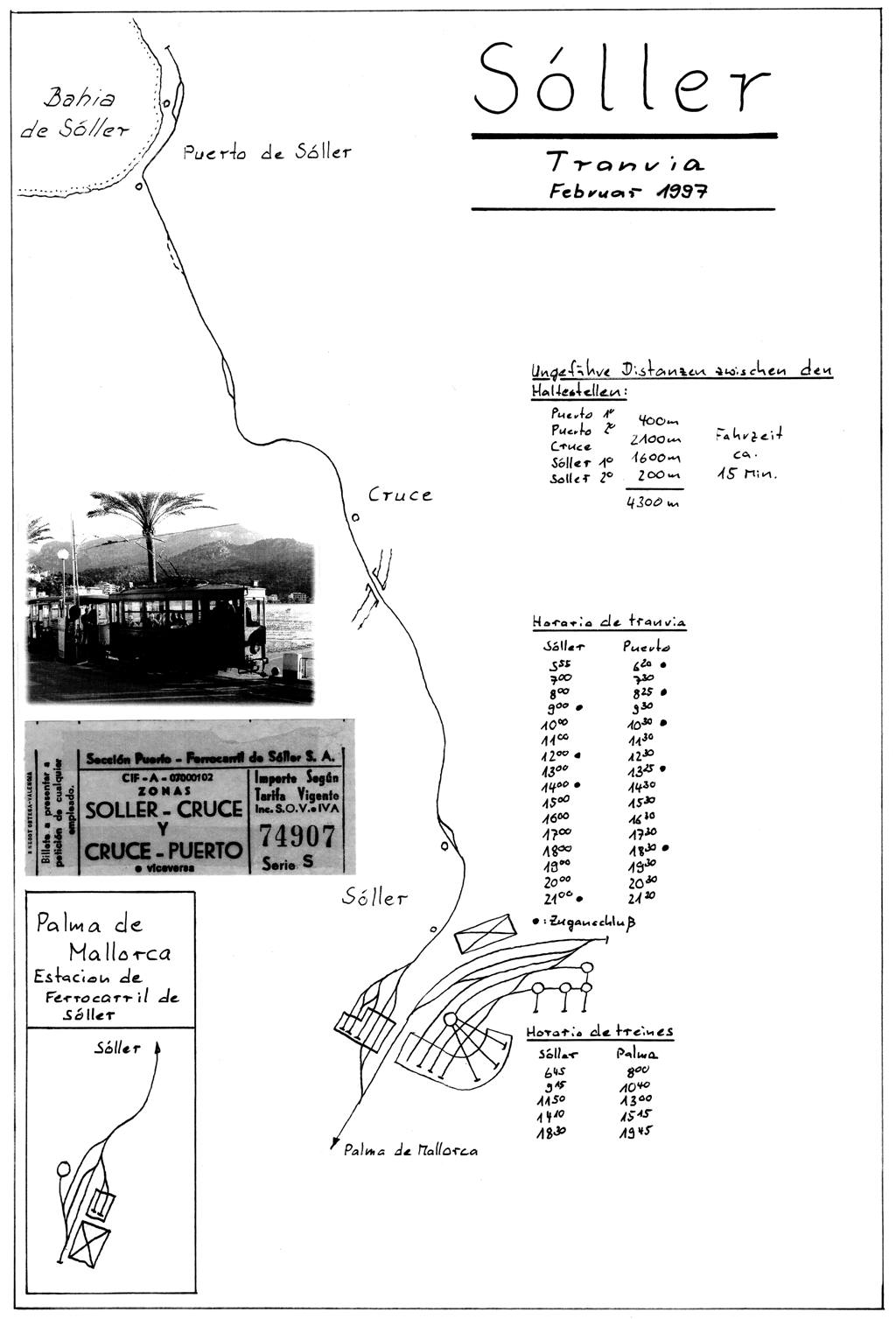
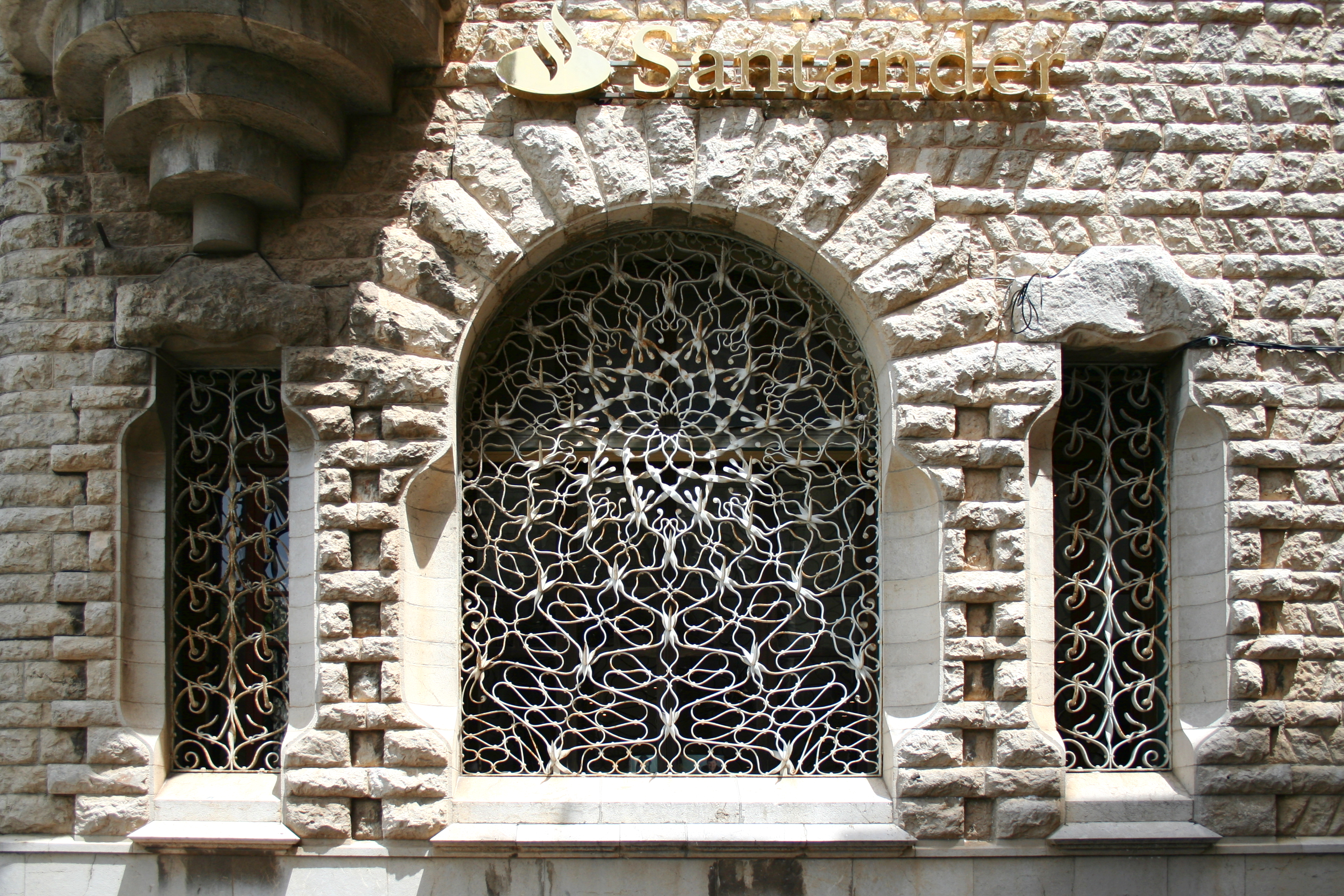
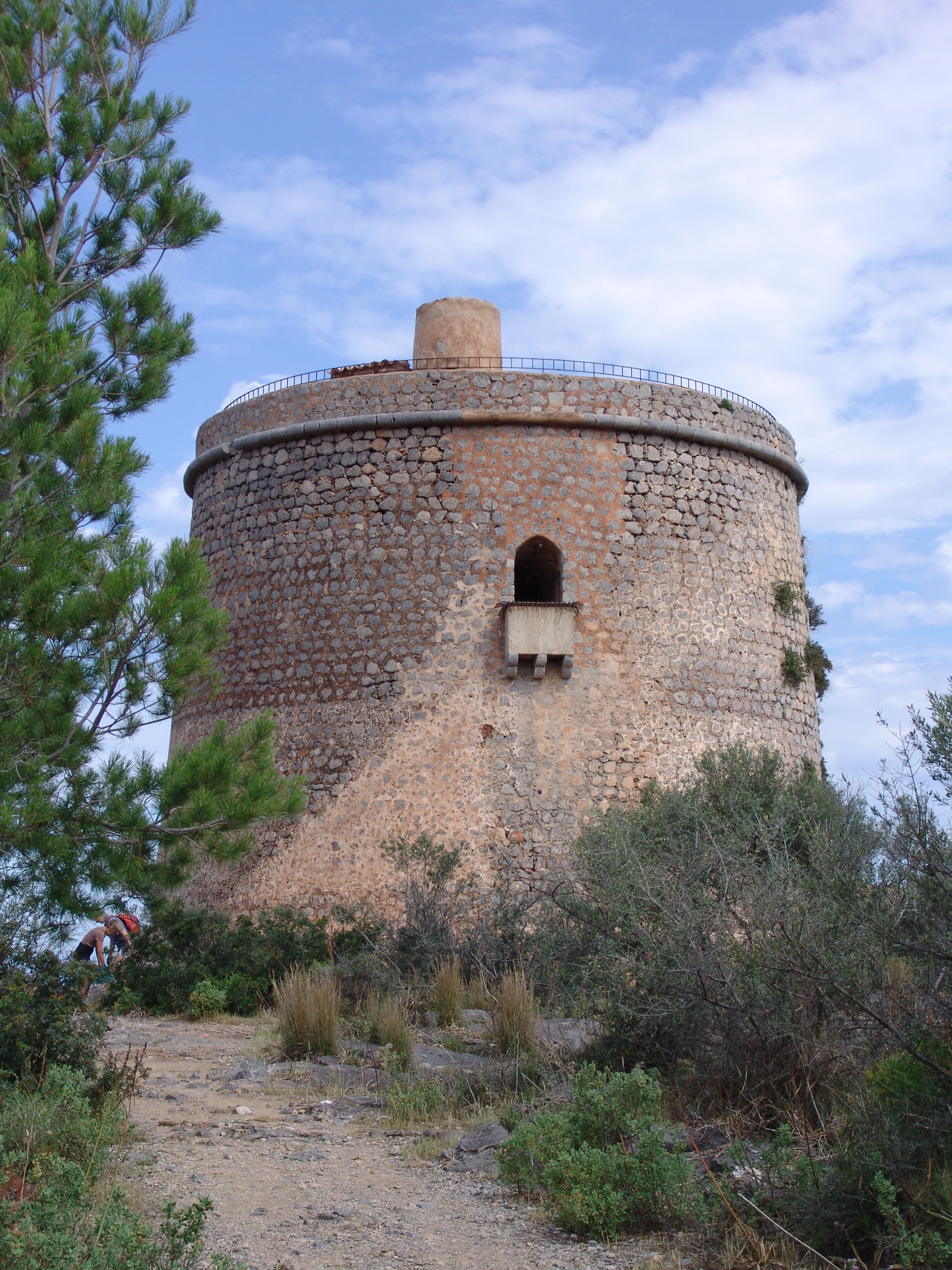
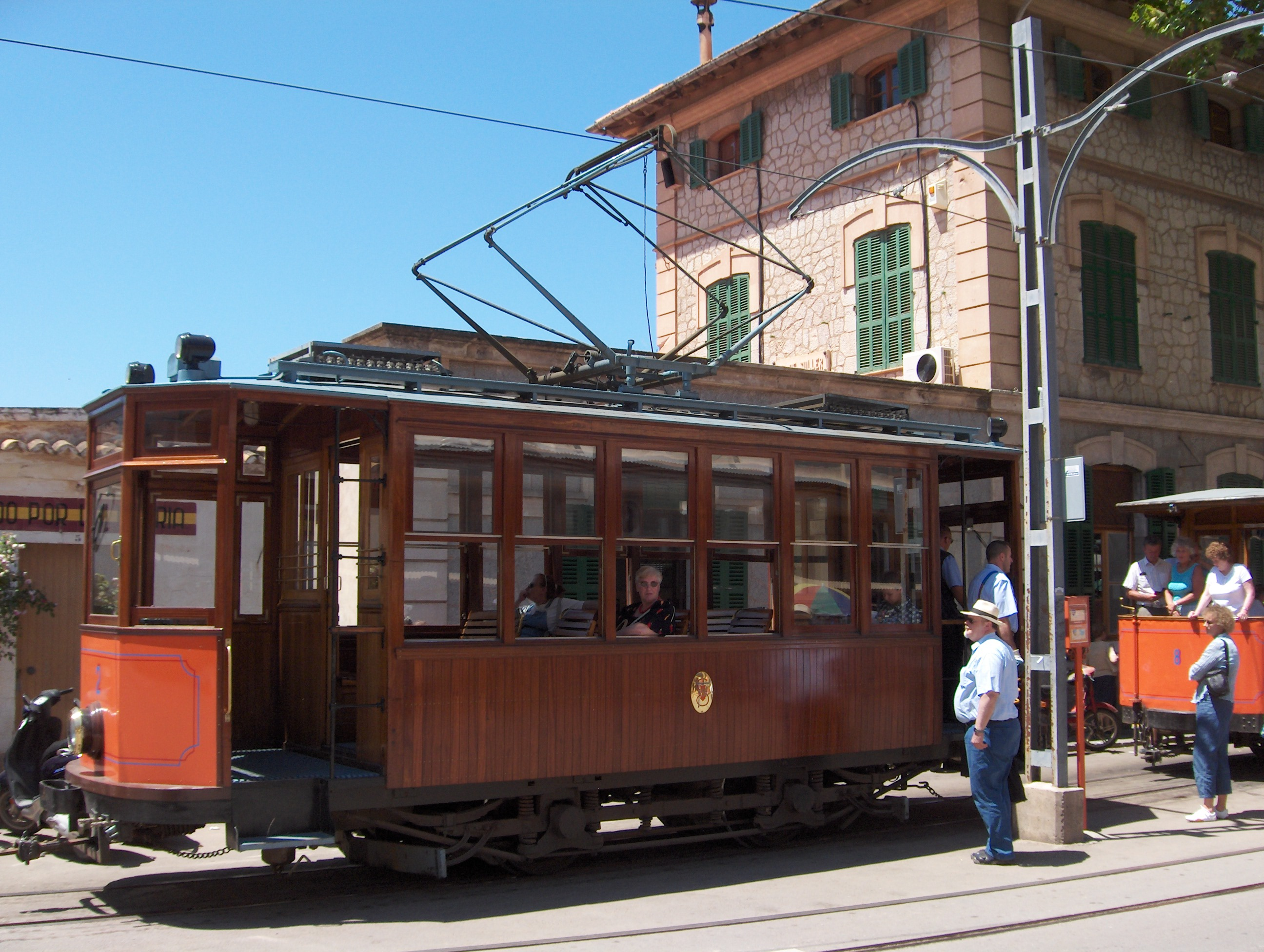

## أعلام
- أنتوني لويس أدروفر كولوم
- جوان لويس بونس
- جوان ميكيل أوليفر